# Freedoom
Freedoom је бесплатна видео игра - пуцачина у првом лицу под сталним развојем. Пројекат дистрибуира три IWAD фајлова: Соло кампању звану Freedoom: Фаза (рhase) 1 и Фаза (рhase) 2, као и FreeDM, који садржи колекцију deathmatch нивоа.
Пројекат се представља као комплементарни слободног изворног кода  Doom покретача издатог од стране id Software 1997. године под GPL лиценцом. Он омогућава прилагођавање нивоа и других ствари које су намењене Doom-у или Doom II (на пример PWAD фајлови) да се користе у Freedoom-у.

## Карактеристике
Када се скинe са званичног Freedoom сајта, она се дистрибуира као (подаци игре) IWAD датотеке само без покретача. Играч мора обезбедити Doom изворни порт, као што су PrBoom, ZDoom, Boom, или било који други Boom-компатибилни извор порта. Freedoom захтева покретач са Boom додацима и неће радити са изворним Doom покретачем. Могуће је, међутим, да се користе Freedoom ресурси на осталим портовима, као што су "Doomsday" покретач или "Chocolate Doom", комбиновањем са PWAD.

## Играње
Механика игре (чудовишта и понашања оружје , итд) су идентичне оригиналној Doom игри, али потпуно оригинална уметничка дела се користи.

### Freedoom: Фаза (рhase) 1
Овај IWAD фајл садржи нивое поређане у епизодама, слично оригиналном Doom-у. Ово омогућава модовима оригиналне игре да се играју.

### Freedoom: Фаза (рhase) 2
Овај IWAD фајл садржи нивое линеарно равне прогресије, слично Doom 2. Ово омогућава да се модови Doom 2 играју.

### FreeDM
Овај IWAD фајл је колекција оригиналних deathmatch нивоа, користећи иста уметничка дела као матични Freedoom IWAD фајлови.

## Слични пројекти
Овај пројекат је такође инспирисао сличне пројекте као што су Blasphemer за Heretic, и Zauberer, за Hexen.